# Monti Orlické
I Monti Orlické (in lingua ceca: Orlické hory ; in polacco: Góry Orlickie; in tedesco: Adlergebirge, tutti con il significato di Monti dell'Aquila), sono una catena montuosa che fa parte dei Sudeti Centrali. La maggior parte della catena montuosa si trova nella Repubblica Ceca; una piccola porzione nordorientale è invece in Polonia.

## Geografia
La catena montuosa dei Monti Orlické è lunga circa 50 km e larga tra 3 e 8 km. Molte delle sue cime raggiungono i 1000 metri di altezza; la vetta più alta è il monte Velká Deštná che raggiunge i 1115 metri. Si estende in direzione nordovest-sudest nei Sudeti Centrali.
Nella parte polacca della catena, la cima più elevata è il monte  Vrchmezí (in polacco: Orlica, in tedesco: Hohe Mense); la sua altezza di 1084 m, ne fa la quinta vetta più elevata dei Monti Orlické e la più alta nella parte polacca delle montagne. Il confine tra Polonia e Repubblica Ceca corre lungo la linea di cresta della montagna; a rigori, la sommità del monte è per 25 m in territorio ceco.
Ha inizio a nordovest da Olešnice v Orlických Horách e termina a sudest a Králíky. A nordest la valle del fiume Divoká Orlice (in tedesco: Wildadler, in polacco: Dzika Orlica, tutti con il significato di: aquila selvaggia) segna per circa 40 km il confine tra la Repubblica Ceca e la Polonia e allo stesso tempo fa da delimitazione con i Monti Bystrzyckie che si estendono in direzione parallela a nordest. Nella parte settentrionale le due catene montuose sono separate dalla valle Bystrzyca Dusznicka.
A nord si innalza la catena montuosa dei Monti Tavola (Góry Stołowe) costituita di arenaria risalente al Cretacico. A sudest, oltre il passo Grulicher (in polacco: Przełęcz Międzyleska) tra Králíky e Boboszów, si trovano i monti Masyw Śnieżnika o Králický Sněžník. A sud si trovano l'altopiano di Orlické e il bacino della Moravia.

## Struttura geologica
La struttura geologica dei Monti Orlické è basata su rocce metamorfiche del metamorfismo Bystrzycko-Orlickie, che fa parte del metamorfismo  Orlicko-Kłodzko. Le rocce metamorfiche sono costituite prevalentemente da gneiss, ardesia, mica con inserti calcarei, marmo di calcite e dolomite, anfiboliti, quarzite e altre tipologie minori. In diversi punti sono presenti piccoli massi di granito. Sul versante ceco vi sono strati di arenaria del Cretacico superiore, sovrapposti alle rocce cristalline.
Data l'elevata resistenza delle rocce, questi monti sono scarsamente frammentati; presentano creste ampie e arrotondate, con cime a cupola e pendii dolci.